# Hagstad
Hagstad är en  gård i Kalvsviks socken i Kronobergs län, belägen ca 3 mil söder om Växjö på Hössöhalvön i sjön Åsnen. 
Hagstad har sedan medeltiden bestått av tomterna Norregården och Södregården. Omnämns 1540 som Hagstada och 1601 Hagstan. Det finns goda skäl att tolka namnet som ursprungliga mjölkfållor, i varje fall betyder namnet "inhägnad".  Arealen uppgick 1896 till 105 hektar. På Norregården finns en större hällkista från yngre stenåldern som är 10 meter lång och 0,6 meter bred. Nordväst om Hagstad Norratorp ligger i skogen en fornåker. 

## Från biskopshemman till sätesgård och därefter officersboställe
Under senare delen av medeltiden, fram till Gustav Vasas kyrkoreduktion 1527 var Hagstad ett arrendeboställe där avraden/räntan tillföll biskopssätet i Kronoberg. Gården blev därefter kronohemman och bidrog till att betala Älvsborgs båda lösensummor. 
År 1621 donerades Hagstad av Gustav II Adolf i Norrköping som sätesgård till kaptenen William Man (1590–1632) från England  för insatser i 30-åriga kriget. Sätesfriheten bestod till 1674 (enligt P.G. Vejde), varefter Hagstad blev frälsehemman under Osaby säteri - "transporterat" den 17 november1660 till överstelöjtnanten Per Ulfsax, Tofta socken, Kronobergs län och hans manliga arvingar enligt jordeboken. En ståndsmässig sätebyggnad uppfördes under slutet av 1620-talet. I början av 1680-talet fanns i mangården på Hagstad 3 stycken sätesstugor och 2 kamrar (tämligen behållna), 2 bodar, 1 badstuga och 1 kölna. Åkern var till 6 tunnland, äng till 40 lass hö och humlegård till 4 stänger. 
Hagstad drogs in vid Karl XI:s reduktion år 1682 för att bli löneboställe för regementskvartermästare under Kronobergs infanteriregemente fram till början av 1800-talet. Den förste var Peter Rudebeck, senare tillsammans med sin broder Paul ägare av Huseby bruk. Vid reduktionen förmedlades Hagstad från 1 mantal till 3/4 mantal. För att lönebostället skulle motsvara ett helt mantal tillfördes ett torp (Tuvedstorp) i Västra Torsås socken. Få officerare bodde i Hagstad och omsättningen var stor på grund av krigen och den snabba befordringsgången. Regementskvartermästaren stod i tur för att bli kapten och kompanichef. Under perioden innehades Hagstad som löneboställe av närmare 30 officerare, huvuddelen regementskvartermästare, men även kaptener och majorer. Gården brukades av tre arrendatorer med vardera 1/4 mantal, två i Norregården och en i Södregården. De två 1700-talshusen på Hagstad Norregård var drygt 81 kvadratmeter stora i byggyta. 

## Norregården
Sätesbyggnationen från 1620-talet  ersattes i Norregården med två boningshus år 1735. Dessa var på vardera drygt 81 kvadratmeter stora i byggyta och ersattes i sin tur 1810 med ett nybygge, sammantaget 9 kvadratmeter större, uppfört "af grantimmer och med tak af näver och torf". Det fanns förstuga, kök och två salar samt å' loftet tvenne rum jämte visthus och sädesbod".  Gården saknade således karaktärsbyggnad under stora delar av regementskvartermästareperioden.Det nya stora huset blev rödfärgat först 1872. De två arrendatorsfamiljerna som då brukade Norregården hade delat boende.
1810 års stugubyggnad var belägen några meter söder om det nuvarande moderniserade boningshuset. Till en början disponerades huset av två arrendatorsfamiljer. Om alla barnen medräknas bodde omkring 20 personer där. Först på 1880-talet och framåt bodde endast en arrendatorsfamilj i huset. På gården fanns en stor ladugård i U-form med tre byggkroppar som var uppförd år 1735. Golvytan motsvarade nästan 265 kvadratmeter. Ladugården innehöll 2 fähus, 2 foderlador, 2 logar med sädeslador, 2 stall och 2 redskapshus. Inredningen av ladugården speglade också att Norregården hade två arrendatorer. 
Utom gården (på grund av brandrisken) fanns en badstuga och kölna (för linberedning), 9 3/4 alnar lång, 4 3/4 alnar bred och 2 1/4 alnar hög, dvs 28 kvadratmeter stor och utvändigt 1,35 meter till taket. Byggnaden, som var belägen ca 100 meter från nuvarande boningshus mot sjön Åsnen, var något mindre än motsvarande i Södregården. Gärdesgårdarna mätte 971 famnar samt ytterligare 110 famnar ej fullt kuranta. Det motsvarar 1 750 meter resp. 200 meter, totalt nästan 2 kilometer. I Norregården brukades 784,10 ar åker och 2242,90 ar äng år 1881. Därutöver fanns samfällda ägor.

## Södregården
På Södregården fanns under 1700-talet en långstuga med jordgolv i förstugan och köket. Den ersattes år 1846 med nuvarande mangårdsbyggnad, som fortfarande finns på plats och har kvar sitt ursprungliga skick. Huset används som sommarstuga. Det innehåller ”förstuga, stuga (med öppen spis som uppe vid taket har ett krypin för luffaren) kök och kammare i nedre samt 2 rum jämte erfordliga (erforderliga) bodar (sädesbingar och förråd) å öfvra våningen” enligt 1869 års besiktningsprotokoll. Huset hade ursprungligen torvtak.
Av besiktningsprotokollet framgår även att den halmtäckta ladugården i Södregården var 20 alnar lång, 10 alnar bred och 5 alnar hög, dvs drygt 120 kvadratmeter och utvändigt 3 meter till taket. Den innehöll fähus, fårkätte, foderlada, stall, loge, lada och redskapshus. Dessutom fanns en badstuga samt större stenkällare – invändigt uppförd som ett brovalv, hemlighus och brunn.I Södregården brukades 452,90 ar åker och 990,80 ar äng år 1881. Därutöver fanns samfällda ägor.
1794 års karta över Hössö häradsallmänning (Hössöhalvön) visar en intaga på allmänningens mark omfattande 56 tunnland, bland annat några tunnland för en intilliggande backstuga (Gubbalyckan) där gamla arrendatorer och deras hustrur bodde när krafterna svek. Undantaget låg således på häradsallmänningen och kan ha medeltida ursprung.

## Privata ägare och avstyckning
Kronan avyttrade genom offentlig auktion hela Hagstad till privat ägo år 1902, med tillträde 1903. Det var då den största kronogården i Kalvsviks socken. Se Kongl. Maj:ts Nåd. Proposition N:o 53 den 15 februari 1901. Södregården inropades av Joseph Samuel Frithiof Stephens, ägare till Huseby Bruk och Norregården, som dock inte blev såld på auktionen, förvärvades först år 1908 av lokföraren E N Möllerberg från Älmhult.  Ägandet delades därefter med kollegan och tillika lokföraren J M Johansson. Gårdens arrendator tog endast höskörden fram till 1916.  
Ett nytt boningshus uppfördes i Norregården år 1912, som därefter genomgått renovering 1950 samt omfattande om- och tillbyggnad under 1970-talet. En ny ladugård ersatte den från 1740-talet -  200 år senare, under 1940-talet. Norregården köptes år 1916 av Knut Berg som samtidigt avstyckade Almelund (fd snickeri från mitten av 1930-talet) och Granelund som han själv behöll och sammanförde med den lilla jordlott som hans mor Mathilda Berg förvärvat 1910, Kilen (då del av f.d. häradsallmänningen Hössö Mellangård). I Granelund fanns en affär ca 1910-1965 som etablerats av Mathilda Berg. Torpstället Norratorp avstyckades år 1922 av från Granelund. 
Vid styckningen 1916 förvärvade Knut Bergs broder Axel Berg stamfastigheten Norregården inkl. halvön Billingsudde (1926-1942). År 1964 avstyckades ett sommarstugeområde av Axels son Sture Berg med 23 tomter från Hagstad Norregård. Dagens bostadshus i Norregården är ursprungligen uppfört år 1912 (ombyggt på 1970-talet). 